# 姜殿铭
姜殿铭（1931年—）辽宁大连人，中华人民共和国台湾问题专家。

## 生平
姜殿铭曾任新华社记者。后来调到《光明日报》工作。1964年4月，日本松村谦三第三次访华，互换了《廖承志办事处和高碕办事处关于互派代表并互设联络事务所会谈纪要》、《廖承志办事处和高碕办事处关于中日双方互换新闻记者的会谈纪要》，此后中日双方互换新闻记者。1970年代初，姜殿铭担任《光明日报》驻日记者，与该报的刘德有以及《文汇报》的刘延州等人同驻日本。后来姜殿铭担任《光明日报》副总编辑。1984年，《光明日报》的姜殿铭获得“全国优秀新闻工作者（一级）”荣誉称号。1990年，进入中国社会科学院台湾研究所任职。后成为中国社会科学院台湾研究所所长、研究员。他还曾任全国台湾研究会副会长、名誉副会长等职。
姜殿铭是第八、第九届全国政协委员。

## 中國國安部身份爭議
2002年，中華民國國家安全局官員於立法院作證時，曾指姜殿铭是“中华人民共和国国家安全部第15局局长”。

## 著作
- 姜殿铭，陈志江编，《日本大学一览》，光明日报出版社，1989年
- 姜殿铭，《大陆与台港澳的经济关系与合作》，中国友谊出版公司，1991年
- 姜殿铭等编，《点石成金：台湾百大集团与老板》，中国工人出版社，1994年
- 姜殿铭、邢魁山、蒋孝文主编，《当代台湾大事典》，山西教育出版社，1995年
- 姜殿铭，《九十年代之台湾》，中国友谊出版公司，1993年
- 姜殿铭主编，《台湾1991》，中国友谊出版公司，1992年
- 姜殿铭主编，《台湾1992》，吉林文史出版社，1993年
- 姜殿铭主编，《台湾1993》，中国友谊出版公司，1994年
- 姜殿铭主编，《台湾1994》，北京出版社，1995年
- 姜殿铭主编，《台湾1995》，九洲图书出版社，1996年
- 姜殿铭主编，《台湾1996》，九洲图书出版社，1997年
- 姜殿铭主编，《台湾1997》，九洲图书出版社，1998年
- 姜殿铭、许世铨主编，《台湾1998》，九州出版社，1999年
- 姜殿铭、许世铨主编，《台湾1999》，九州出版杜，2000年
- 姜殿铭、许世铨主编，《台湾2000》，九州出版杜，2001年
- 姜殿铭、许世铨主编，《台湾2001》，九州出版杜，2002年
- 姜殿铭、许世铨主编，《台湾2002》，九州出版杜，2003年